# Susumu Okubo
Susumu Okubo (大久保 進 Ōkubo Susumu), né le 2 mars 1930 et mort le 17 juillet 2015, était un physicien théorique japonais à l'université de Rochester.

## Biographie
Susumu Okubo a commencé à étudier à l'université de Tokyo en 1949 et a reçu son baccalauréat universitaire en 1952. Il est devenu un étudiant de troisième cycle à l'université de Rochester en 1954, où il a obtenu son Philosophiæ doctor en 1958 avec Robert Marshak comme conseiller de thèse. Par la suite, il a été un post-doctorat en 1959/60 à l'université de Naples - Frédéric-II, en 1960-61 au CERN, puis en 1962 il a commencé la recherche à l'université de Rochester, où il est devenu professeur en 1964 et a pris sa retraite en 1996 à titre de professeur émérite.
Ōkubo travaille principalement sur la physique des particules élémentaires. Il est célèbre pour la formule de masse Gell-Mann-Okubo pour les mésons et baryons dans le modèle quark; cette formule prédit correctement les relations de masses des membres des multiplets SU(3)  en termes d'hypercharge et d'isotopique de spin
En 2005, il a reçu le prix Sakurai de la Société américaine de physique; « For groundbreaking investigations into the pattern of hadronic masses and decay rates, which provided essential clues into the development of the quark model, and for demonstrating that CP violation permits partial decay rate asymmetries ».
En 1976, il obtient le prix Nishina au Japon et en 2006 la médaille de Wigner. En 1966, il a eu une Bourse Guggenheim et en 1969, un Ford Fellow. Il est membre de l'American Physical Society et de l'American Mathematical Society.
Susumu Okubo est mort en juillet 2015, et laisse dans le deuil son épouse, Mary Ōkubo, les filles Sylvia Josh et Susan Sebring, petites-filles Jessica Josh et Catherine Josh.

## Œuvre
- Introduction to Octonion and Other Non-Associative Algebras in Physics. Cambridge University Press, 1995